# Ntouleng
Ntouleng est une localité du Cameroun située dans l'arrondissement (commune) de Bot-Makak, dans le département du Nyong-et-Kéllé, région du Centre. Elle est entièrement occupée par le groupement Ndog-Bea Nord issu des populations de la tribu Bassa, à laquelle appartenait l'indépendantiste Ruben Um Nyobe (1913-1958). 
Ntouleng est situé à 8 km de Bot-Makak sur la route de Dingombi. Sa population dans les années 1966-1967 était de 590 habitants. Les premiers missionnaires à s'y installer étaient des Protestants. Ntouleng compte une école publique, un lycée, une paroisse baptisée MATAM de l’église presbytérienne camerounaise du consistoire Eséka et un hôpital.
Ntouleng est entouré de quelques villages tels que Mbangue, Making, Libong, Ngog-Mba, Minsongue, Mbonga, Minse...